# Карролл-Веллі (Пенсільванія)
Карролл-Веллі (англ. Carroll Valley) — місто (англ. borough) в США, в окрузі Адамс штату Пенсільванія. Населення — 3940 осіб (2020).

## Географія
Карролл-Веллі розташований за координатами 39°44′59″ пн. ш. 77°23′4″ зх. д. / 39.74972° пн. ш. 77.38444° зх. д. (39.749728, -77.384523).  За даними Бюро перепису населення США в 2010 році місто мало площу 14,16 км², з яких 13,97 км² — суходіл та 0,19 км² — водойми.

## Демографія
Згідно з переписом 2010 року, у селищі мешкало 3876 осіб у 1420 домогосподарствах у складі 1131 родини. Густота населення становила 274 особи/км².  Було 1498 помешкань (106/км²).
Расовий склад населення:
| - 97,3 % — білих - 0,6 % — чорних або афроамериканців - 0,5 % — азіатів - 0,2 % — корінних американців |

До двох чи більше рас належало 1,2 %. Частка іспаномовних становила 1,4 % від усіх жителів.
За віковим діапазоном населення розподілялося таким чином: 25,7 % — особи молодші 18 років, 62,4 % — особи у віці 18—64 років, 11,9 % — особи у віці 65 років та старші. Медіана віку мешканця становила 40,7 року. На 100 осіб жіночої статі у селищі припадало 96,3 чоловіків;  на 100 жінок у віці від 18 років та старших — 95,2 чоловіків також старших 18 років.
Середній дохід на одне домашнє господарство  становив 99 212 долари США (медіана — 85 417), а середній дохід на одну сім'ю — 106 387 доларів (медіана — 92 273). За межею бідності перебувало 1,3 % осіб, у тому числі 0,0 % дітей у віці до 18 років та 0,0 % осіб у віці 65 років та старших.
Цивільне працевлаштоване населення становило 2140 осіб. Основні галузі зайнятості: освіта, охорона здоров'я та соціальна допомога — 22,2 %, роздрібна торгівля — 12,0 %, публічна адміністрація — 11,8 %.